# 1867 год в истории железнодорожного транспорта
1867 год в истории железнодорожного транспорта

## События
- 24 августа открыто железнодорожное движение между Австрией и Италией через Бреннерский перевал.

## Новый подвижной состав
- В США компания «Пульман» на рынок выпустила серийные спальные вагоны системы, позднее получившей прозвище «Пульман» (англ. Pullman)[1][2]. Первый спальный вагон компания Пулльмана выпустила ещё в 1864 году, на нём в 1865 году было доставлено тело 16-го президента США Авраама Линкольна из Вашингтона к месту захоронения в Спрингфилд[3].
- Компания «Пульман» выпустила на рынок первые вагоны-рестораны[3].

## Персоны

### Родились
- 2 января — Бронислав Сигизмундович Малаховский — русский и советский инженер, создатель паровоза серии С (1910 г.), одного из лучших российских курьерских локомотивов, преодолевшего скоростной рубеж в 100 км/ч.
- 23 августа — Алекса́ндр Васи́льевич Ливеро́вский — российский инженер путей сообщения, доктор технических наук, профессор. Министр путей сообщения Временного правительства (1917).